# آبی‌مرغ شرقی
آبی‌مرغ شرقی (نام علمی: Sialia sialis) نام یک گونه از سرده آبی‌مرغ است.